# Ernest Pingoud

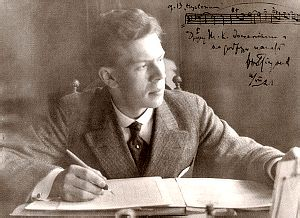
Ernest Pingoud.

Ernest Pingoud [pɛ̃ˈgu], född 14 oktober 1887 i Sankt Petersburg, död 1 juni 1942 i Helsingfors, var en finländsk kompositör. 
Pingoud studerade 1906–1912 teologi och germansk filologi vid olika högskolor i Tyskland och musik för Alexander Siloti i Sankt Petersburg samt Hugo Riemann och Max Reger i Leipzig. Från 1918 verkade han i Finland, där han var anställd bland annat vid Edvard Fazers konsertbyrå 1924–1931 och 1935–1937 samt verkade från 1924 som intendent för Helsingfors stadsorkester. 
Som kompositör var Pingoud närmast influerad av Aleksandr Skrjabin, Gustav Mahler och Sergej Prokofjev samt 1920-talets modernistiska strömningar i Europa men mötte som föregångsman föga förståelse av sin samtid. Hans verk, bland annat tre symfonier, tre pianokonserter, en rad symfoniska dikter och baletter, hör till det yppersta som skapats i musikväg i Finland. Särskilt hans senare produktion grundar sig på djup och varm mänsklighet och på en stark religiositet, som vädjar till kosmiska känslor. Pingoud komponerade även underhållningsmusik under pseudonymen "Jonny Loke".

### Uppslagsverk
- ”Pingoud, Ernest”. Biografiskt lexikon för Finland. Helsingfors: Svenska litteratursällskapet i Finland. 2008–2011. URN:NBN:fi:sls-4342-1416928956948
- Pingoud, Ernest i Uppslagsverket Finland (webbupplaga, 2012). CC-BY-SA 4.0